# Skip Beat! Не сдавайся!
Skip Beat! (яп. スキップ・ビート! сукиппу би:то, «Не сдавайся!») — японская сёдзё-манга Ёсики Накамуры, а также аниме-сериал, снятый по первым 11 томам манги, включающий 25 серий. Это история о Кёко Могами, 16-летней девочке, которая случайно обнаруживает, что её любовь наглым образом использует друг детства Сё Фува. Бедная девочка работает на него, платит за квартиру, еду, одежду, пока «друг» зарабатывает себе популярность и становится одним из самых привлекательных мужчин Японии («идолом»). В ярости она клянётся отомстить ему и отобрать славу. В Японии манга выходит с февраля 2002 года.
В 2011 году в Тайване вышла одноименная дорама (1 сезон). Главные роли исполнили Айви Чэнь, Чхве Ши Вон и Ли Дон Хэ.
В апреле 2010 года компания «Комикс-Арт» объявила о приобретении лицензии на российское издание манга-сериала «Skip Beat» и 11 февраля 2011 года вышел первый том. В русскоязычном переводе серия имеет название «Skip Beat! Не сдавайся!». На данный момент вышло 4 тома.

## Главные герои
Кёко Могами (яп. 最上 京子 Могами Кё:ко) — шестнадцатилетняя девушка, которая оставила учёбу в Киото и отправилась вслед за своим другом детства Сётаро в Токио. Случайно она узнаёт, что он её взял с собой только как домработницу, и клянётся ему отомстить. Со второй попытки попадает в агентство LME (серьёзные конкуренты Акатоки — агентства Сётаро). Первый член отдела «Love me». Работа в отделе должна вернуть ей самое важное — «стремление понравиться». Постепенно начинает учиться актёрскому мастерству для себя, а не ради мести, и тогда, благодаря её упорству и настойчивости в игре, Рэн Цуруга воспринимает её всерьёз. По натуре Кёко очень экономна, умеет хорошо выполнять любую работу по дому, её хобби — рукоделие. Любит всё девчачье и всё сказочное. В Рэне видит идеального актёра, настоящего профессионала, пример для подражания. Постепенно влюбляется в него, но гонит эти чувства прочь. Хорошо понимает настроение Рэна и очень переживает за него, заметив происходящие в нём перемены. День рождения — 25 декабря.
Сэйю: Марина Иноуэ
Рэн Цуруга (яп. 敦賀 蓮 Цуруга Рэн) — 20-летний талантливый актёр и модель. Носит титул самого привлекательного мужчины Японии. Крайне требователен к себе и своим коллегам, когда дело касается работы. Его репутация безупречна. Случайно узнаёт, что дружил с Кёко в детстве, и впоследствии использует всё, что помнит о ней, чтобы помочь или сделать приятное. Влюблён в Кёко, хотя сам этого долго не осознаёт. Всячески помогает ей в трудных ситуациях. Использует любую возможность, чтобы заставить Кёко позабыть о Фуве. Очень небрежно относится к питанию, за что его часто ругает Кёко. Очень высокий и практически всё время серьёзен. По характеру скрытен и хранит в тайне своё сложное прошлое. В детских воспоминаниях (его и Кёко) используется имя — Корн, американская интерпретация настоящего имени Куон. День рождения - 10 февраля. 
Сэйю: Кацуюки Кониси
Сё Фува (яп. 不破 尚 Фува Сё:) — 16-летний певец, друг детства Кёко, который потом предал её. Всячески пытается задеть героиню. Самоуверен и нагл. Бросает вызов Рэну, после чего с провалом уходит. Любит Кёко и ревнует её к Рэну. Считает, что в сердце Кёко самое большое место для него. Также приглашает Кёко на съёмки клипа, чтобы посмотреть, правда ли это она.
Сэйю: Мамору Мияно
Канаэ Котонами (яп. 琴南 奏江 Котонами Канаэ) — подруга Кёко. Знакомится с ней на кастинге, в котором прошла до последнего просмотра «Семейная любовь». Так как ей тоже не хватает любви, по решению президента LME, она становится вторым членом отдела «Love me».
Сэйю: Риса Хаямидзу

## Список серий аниме
| STAGE.01 | И ларец был открыт «Soshite Hako wa Akerareta» (そして箱は開けられた)               | 5 октября 2008 года  |
| Могами Кёко сразу после окончания средней школы переехала в Токио ради своего кумира и друга детства Фувы Сё. Но однажды она подслушивает разговор Фувы с его менеджером, где он говорит что считает Кёко всего лишь служанкой. После этого Кёко решает отомстить ему любыми способами. |                                                                                     |                      |
| STAGE.02 | Торжество ужаса «Senritsu no Utage» (戦慄の宴)                                      | 12 октября 2008 года |
| STAGE.03 | The Emotion She Lacks «Kaketeru Kimochi» (欠けてる気持ち)                           | 19 октября 2008 года |
| STAGE.04 | The Labyrinth of Reunion «Saikai no Rabirinsu» (再会の迷宮)                         | 26 октября 2008 года |
| STAGE.05 | The Danger Zone «Kiken Chitai» (危険地帯)                                           | 2 ноября 2008 года   |
| STAGE.06 | Invitation to the Ball «Butōkai e no Shōtaijō» (舞踏会への招待状)                   | 9 ноября 2008 года   |
| STAGE.07 | Princess Revolution «Purinsesu Kakumei» (プリンセス革命)                            | 16 ноября 2008 года  |
| STAGE.08 | Sink or Swim Together «Ichirentakushou» (一蓮托生)                                  | 23 ноября 2008 года  |
| STAGE.09 | The Miraculous Language of Angels «Tenshi no Kotodama» (天使の言霊)                 | 30 ноября 2008 года  |
| STAGE.10 | The Blue in her Palm «Te no Hira no BLUE» (てのひらのブルー)                        | 7 декабря 2008 года  |
| STAGE.11 | The True Face of the Storm «Arashi no Sugao» (嵐の素顔)                             | 14 декабря 2008 года |
| STAGE.12 | Her Open Wound «Hiraita Kizuguchi» (開いた傷口)                                     | 21 декабря 2008 года |
| STAGE.13 | The Battle Girls «Batoru Gāru» (バトルガール)                                       | 28 декабря 2008 года |
| STAGE.14 | The Secret Stamp Album «Himitsu no Sutanpu Chou» (秘密のスタンプ帳)                 | 11 января 2009 года  |
| STAGE.15 | Together in the Minefield «Jiraigen to Issho» (地雷原と一緒)                        | 18 января 2009 года  |
| STAGE.16 | Dislike X Dislike «Kirai X Kirai» (嫌い×嫌い)                                       | 25 января 2009 года  |
| STAGE.17 | The Date of Destiny «Unmei no DATE» (運命のDATE)                                    | 1 февраля 2009 года  |
| STAGE.18 | Sin like an Angel «Tsumi wa Tenshi no Youni» (罪は天使のように)                     | 8 февраля 2009 года  |
| STAGE.19 | The Last Ritual «Saigo no Gishiki» (最期の儀式)                                     | 15 февраля 2009 года |
| STAGE.20 | Invitation to the Moon «Tsuki no Sasoi» (月の誘い)                                  | 22 февраля 2009 года |
| STAGE.21 | The One Who Deserves to Be «Shikaku o Motsu Mono» (資格を持つ者)                    | 1 марта 2009 года    |
| STAGE.22 | The Day the World Shattered «Sekai ga Kowareta Nichi» (世界が壊れた日)              | 8 марта 2009 года    |
| STAGE.23 | And the Trigger was Pulled «Hikareta Hikigane» (ひかれた引き金)                     | 15 марта 2009 года   |
| STAGE.24 | The Permissible Encounter «Sono Kontakuto wa Yurusareru» (そのコンタクトは許される) | 22 марта 2009 года   |
| STAGE.25 | And Then the Door Opens «Soshite Tobira wa Akareru» (そして扉は開かれる)            | 29 марта 2009 года   |